# Agent Fresco
Agent Fresco — музыкальная группа из Исландии, играющая в жанрах поп, альтернативный рок, арт-рок, метал и мат-рок. Группа была сформирована в 2008 году и уже через несколько недель триуфально приняла участие в конкурсе Músíktilraunir (исландская версия британского проекта Battle of the Bands). Первым релизом группы стал EP Lightbulb Universe, получивший престижную исландскую музыкальную награду Kraumur Awards .
В состав группы входят: вокалист Арнор Дэн Арнарсон, бас-гитарист Виннир Рафн Хильмарссон, барабанщик Храфнкель Орн Гудйонссон и клавишник/гитарист Тораринн Гунасон.
В 2010 году Agent Fresco выпустили свой первый полноформатный альбом A Long Time Listening. 7 августа 2015 года вышел их второй полноформатный альбом Destrier.

## Награды
Agent Fresco получили премию Kraumur за свой дебютный EP Lightbulb Universe.
В 2009 году они были названы лучшими новичками на Icelandic Music Awards.
Они получили премию Rock Album of the Year в 2016 году за альбом Destrier, а Арнор Дан стал певцом года.

## Участники группы
- Арнор Дэн Арнарсон — вокал, клавишные
- Тораринн Гунасон — гитара, фортепиано, программирование
- Виннир Рафн Хильмарссон — бас, контрабас
- Храфнкель Орн Гудйонссон — барабаны, перкуссия

## Дискография

### Альбомы
- A Long Time Listening (2010)
- Destrier (2015)

### EP
- Lightbulb Universe (2008)

### Синглы
- Eyes of a Cloud Catcher (2008)
- Translations (2010)
- A Long Time Listening (2011)
- Dark Water (2014)
- See Hell (2015)
- Wait For Me (2015)
- Howls (2015)

## Интересные факты
Арнор Дэн Арнарсон принял участие в создании саундтрека к телевизионному аниме-сериалу Zankyou no Terror 2014 года. Также он стал вокалистом четыре треков с альбома Оулавюра Арнальдса For Now I Am Winter, а в 2015 году он исполнил две написанные Арнальдсом песни («So Close», «So Far») из сериала «Убийство на пляже». В 2018 году Арнарсон выпустил свой дебютный сольный сингл под названием Stone by Stone .